# Reionisierungsepoche

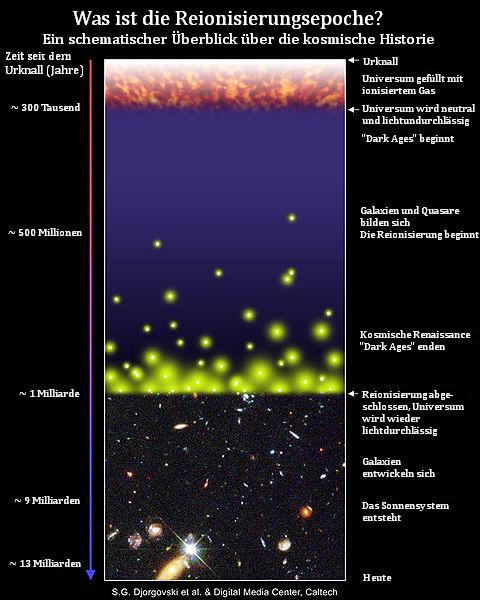
Zeitlinie des Universums, die die Reionisierungsepoche im Vergleich der Geschichte des Universums darstellt

Die Reionisierungsepoche entspricht in der Urknallkosmologie dem Zeitraum, in dem sich die Materie des Universums wieder ionisierte (reionisierte), bevor das Universum für sichtbares Licht transparent wurde. Diese Periode ist der zweite bedeutende Phasenübergang von Wasserstoffgas im Universum. In diesem Sinne ist das Universum heute ionisiert.
Der erste Phasenübergang war die Rekombinationsepoche, die etwa 400.000 Jahre (Rotverschiebung {\displaystyle z=1100}) nach dem Urknall stattfand. Das Universum kühlte sich dabei so weit ab (unter 3000 K), dass eine Wechselwirkung von Elektronen und Protonen zur Bildung von stabilem, neutralem Wasserstoff möglich wurde. Dabei war die Bildungsrate von Wasserstoff höher als seine Ionisationsrate. Da die Elektronen in neutralen Wasserstoffatomen (wie auch in anderen) Energie in Form von Photonen aufnehmen können, um in einen angeregten Zustand zu gelangen (Lyman-Serie), ist das Universum für gewisse Wellenlängen, welche die Anregung der Atome ausmachen, undurchsichtig.
Nach der Rekombinationsepoche gab es das Dunkle Zeitalter.
Der zweite Phasenübergang begann, als sich im frühen Universum Objekte bildeten, die energiereich genug waren, um Wasserstoff zu ionisieren. Während sich diese Objekte bildeten und Energie abstrahlten, wechselte das Universum vom neutralen Zustand zurück zu einem ionisierten Plasma. Diese Periode dauerte etwa von 150 Millionen bis 1 Milliarde Jahre (Rotverschiebung {\displaystyle 20>z>6}) nach dem Urknall. Wenn Protonen und Elektronen voneinander getrennt sind, können sie keine Energie in Form von Photonen aufnehmen. Photonen können zwar gestreut werden, allerdings ist die Streuung immer seltener bei einer geringen Dichte des Plasmas. Dadurch ist ein Universum mit ionisiertem Wasserstoff bei geringer Dichte relativ lichtdurchlässig, so wie unser heutiges Universum.

## Energiequellen der Reionisierung
Obwohl der Bereich, in dem die Reionisierung stattgefunden haben könnte, durch Beobachtungen eingegrenzt wurde, ist es unsicher, welche Objekte die Energie dafür lieferten. Um Wasserstoff zu ionisieren, ist eine Energie über 13,6 eV nötig. Dies entspricht Photonen mit einer Wellenlänge kleiner oder gleich 91,2 nm. Diese Strahlung befindet sich im ultravioletten Bereich des elektromagnetischen Spektrums. Damit kommen alle Objekte, die große Mengen von Energie im ultravioletten Bereich und darüber abgeben, in Frage. Es ist sowohl die Anzahl dieser Objekte zu betrachten als auch ihre Lebensdauer, da wieder eine Rekombination von Protonen und Elektronen stattfindet, falls nicht genug Energie bereitgestellt wird, um sie auseinanderzuhalten. Der kritische Parameter eines dieser Objekte ist also die „Emissionsrate von Photonen zur Ionisierung von Wasserstoff pro kosmologischer Volumeneinheit“ (“emission rate of hydrogen-ionizing photons per unit cosmological volume”). Mit diesen Beschränkungen ist zu erwarten, dass Quasare sowie die erste Generation von Sternen diese Energien bereitstellten.

### Quasare
Quasare sind gute Möglichkeiten für diese Energiequellen, da sie sehr effizient Masse in Strahlung umwandeln und sehr viel Licht mit Energien über der Grenze zur Ionisation von Wasserstoff aussenden.
Es stellt sich allerdings die Frage, ob genügend Quasare in dieser Epoche des Universums vorhanden waren. Es ist bis jetzt nur möglich, die hellsten der Quasare in der Reionisierungsepoche zu detektieren. D. h., es gibt keine Informationen über schwächere Quasare, die eventuell existierten.
Allerdings ist es möglich, die gut beobachtbaren Quasare im nahen Universum für eine Abschätzung heranzuziehen. Nimmt man an, dass die Anzahl der Quasare als Funktion der Leuchtkraft während der Reionisierungsepoche ungefähr gleich war wie heute, so ist es möglich, die Quasarpopulation zu früheren Zeiten zu bestimmen. Solche Studien haben gezeigt, dass Quasare nicht in ausreichender Anzahl vorkommen, um das intergalaktische Medium allein zu ionisieren. Dies wäre nur möglich, wenn der ionisierende Hintergrund von lichtschwachen aktiven galaktischen Kernen dominiert wäre. Quasare gehören zu den aktiven galaktischen Kernen.

### Population-III-Sterne

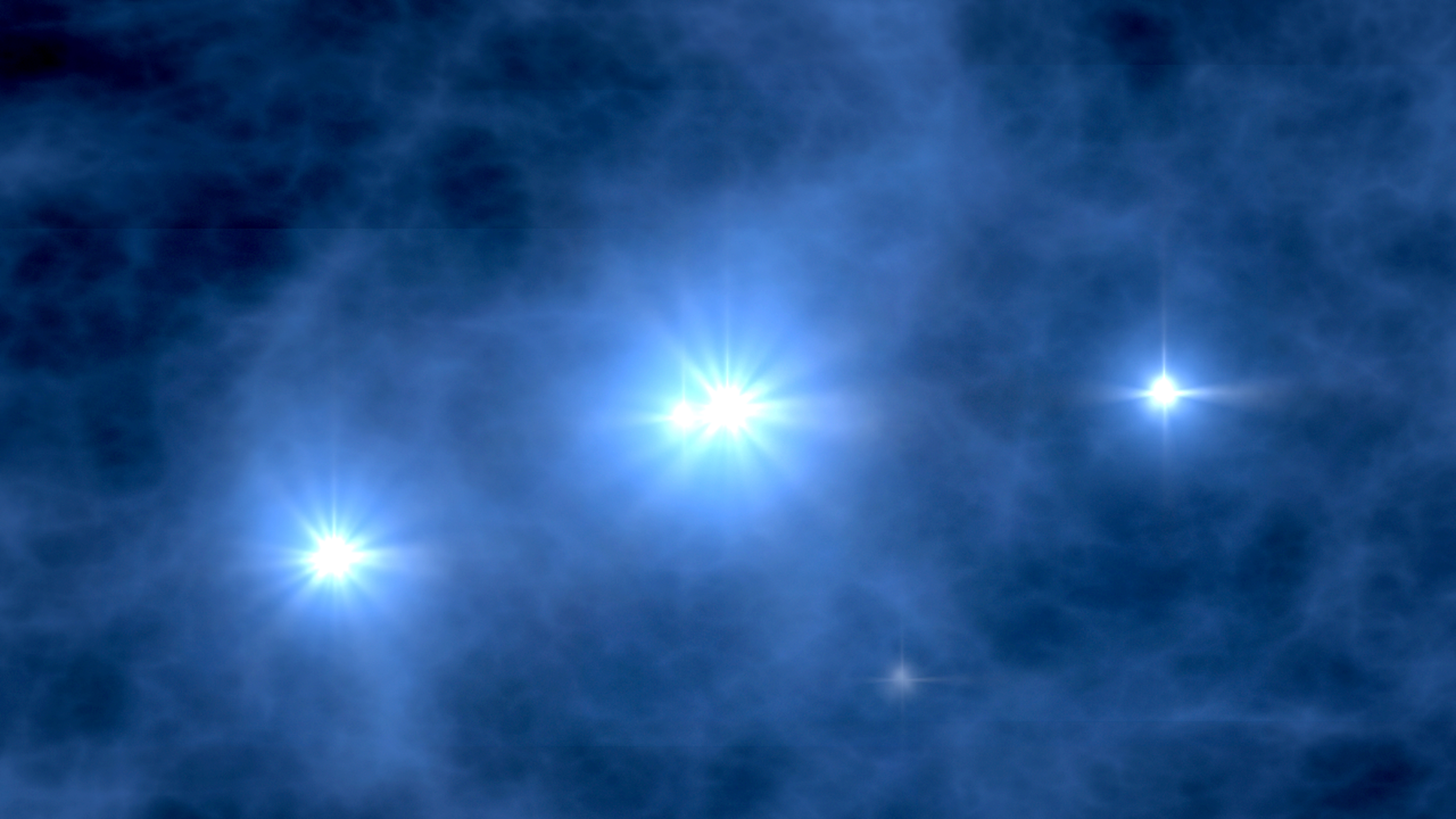
Simuliertes Bild der ersten Sterne, 400 Mio. Jahre nach dem Urknall.

Population-III-Sterne sind Sterne, die aus keinen schwereren Elementen als Wasserstoff und Helium bestehen. Während der Nukleosynthese bildeten sich neben Wasserstoff und Helium nur geringe Spuren von Lithium. Trotzdem haben Spektralanalysen von Quasaren das Vorhandensein von schwereren Elementen im intergalaktischen Medium im frühen Universum enthüllt. Supernovaexplosionen produzieren solche Elemente, also sind heiße, große Sterne der dritten Population, die in Supernovae enden, eine mögliche Quelle der Reionisierung. Obwohl sie nicht direkt beobachtet wurden, stehen sie im Einklang mit Modellen, die auf numerischer Simulation beruhen, sowie anderen Beobachtungen. Einen weiteren indirekten Beweis liefert eine Galaxie, die durch den Gravitationslinseneffekt verzerrt wurde. Auch ohne direkte Beobachtung scheinen diese Sterne eine für die Theorie zuverlässige Quelle zu sein. Sie sind effizientere und effektivere Ionisierungsquellen als Sterne der zweiten Population, da sie größere Mengen Photonen emittieren, und sind nach einigen Modellen leistungsfähig genug, um alleine Wasserstoff zu reionisieren, sollten sie eine angemessene ursprüngliche Massenfunktion besitzen. Daher werden Sterne der dritten Population als die wahrscheinlichste Energiequelle betrachtet, die die Reionisierung gestartet haben könnte.

## Hinweise aus der Beobachtung bei der 21 cm Wellenlänge des neutralen Wasserstoffs
Hinweise auf das Ende des Dunklen Zeitalters und die Reionisierungsepoche erhofft man sich aus der Beobachtung der 21-cm-Linie. Das Signal ist für diese Epochen heute stark rotverschoben (bei rund 50 bis 100 MHz).
2018 wurde von der EDGES-Kollaboration (Experiment to Detect the Global Epoch of Reionization Signature) die Beobachtung eines Absorptionsprofils bei 78 MHz bekanntgegeben, die auf die Reionisierungsepoche deutet (rund 180 Millionen Jahre nach dem Big Bang, d. h. Rotverschiebung z = ~20).
Außerdem gibt es daraus Hinweise, die möglicherweise auf Dunkle Materie deuten. Das Signal war sehr schwierig zu beobachten, da es von irdischen Quellen, der galaktischen Strahlung und anderen Quellen stark überdeckt ist. Bessere Daten erhofft man sich vom geplanten Square Kilometre Array.